# Манн, Хорас Киндер
Хорас Киндер Манн (англ. Horace Kinder Mann; 27 сентября 1859, Лондон — 1 августа 1928, Эдинбург) — британский католический священник и историк церкви.
Окончил семинарию Святого Катберта в графстве Дарем, рукоположён в 1886 году. Преподавал в школе Святого Катберта в Ньюкасле, в 1890—1917 гг. директор школы. В 1911 г., в связи с 25-летием пастырского служения, был удостоен степени почётного доктора богословия. С 1917 года и до конца жизни ректор коллегии Святого Беды в Риме, предназначенной для подготовки англоговорящих взрослых к принятию священнического сана. Умер во время поездки в Великобританию на каникулы.
Специалист по истории средневекового Папства, Манн опубликовал восемнадцатитомный труд «Жизнь Пап в Средние века» (англ. Lives of the Popes in the Middle Ages; 1902—1932), последние четыре тома вышли посмертно. Исследование охватывает период от Григория I (понтификат 590—604) до Бенедикта XI (1303—1304). Отдельно написал биографию Адриана IV — единственного англичанина на Папском престоле (1914), и изданную посмертно книгу «Гробницы и портреты средневековых Пап» (англ. Tombs and Portraits of the Popes of the Middle Ages; 1929).
Действительный член академии «Аркадия».